# Continental-Airlines-Flug 290
Auf dem Continental-Airlines-Flug 290 (Flugnummer: CO290) stürzte am 29. Januar 1963 eine Vickers 812 Viscount beim Landeanflug auf den Kansas City Downtown Municipal Airport ab. Bei dem Unfall kamen alle 8 Menschen an Bord ums Leben. Der Absturz wurde durch Vereisung verursacht.

## Maschine
Die verunfallte Vickers Viscount 812 mit der Seriennummer 356 war im Dezember 1955 zusammen mit 14 weiteren Maschinen dieses Typs von Continental Airlines bestellt worden. Nach ihrer Endmontage startete die Maschine am 6. Mai 1956 zu ihrem Erstflug vom Brooklands Airfield, Weybridge, Surrey, England, dabei wurde sie für den Einbau der Kabinenausstattung und weitere Testflüge zum Wisley Airfield, Surrey, England überführt. Am 23. Mai 1958 wurde die Maschine vom Blackbushe Airport, Hampshire, England aus an Continental Airlines ausgeliefert, bei der der Flugzeugtyp Viscount 812 die interne Bezeichnung Viscount II trug. Die Maschine war mit einer integrierten Passagiertreppe im vorderen Kabinenteil ausgerüstet. Sie wurde mit dem Luftfahrzeugkennzeichen N242V zugelassen. Zwischen Dezember 1958 und März 1959 war die Maschine an Capital Airlines verleast worden, weil diese für ihre neuen Verbindungen nach Florida zusätzliche Flugzeuge benötigte. Das viermotorige Mittelstreckenflugzeug war mit vier Turboproptriebwerken des Typs Rolls-Royce Dart 525 und Propellern des Typs Rotol R/179/4-20-4/33 ausgestattet. Die Viscount hatte bis zum Zeitpunkt des Unfalls 12.860 Betriebsstunden absolviert.

## Flugplan
Der Inlandslinienflug CO290 sollte vom Midland Air Terminal in Texas nach Kansas City (Missouri) führen. Planmäßige Zwischenstopps sollten auf dem Wichita Falls Municipal Airport, dem Lawton-Fort Sill Regional Airport in Oklahoma, dem Will Rogers World Airport, Oklahoma City und dem Tulsa International Airport erfolgen.

## Passagiere
Den letzten Flugabschnitt auf dieser Route hatten an diesem Abend nur fünf Passagiere angetreten.

## Besatzung
Eine dreiköpfige Besatzung war auf dem Flug eingesetzt. Die Cockpitbesatzung bestand aus einem Flugkapitän und einem Ersten Offizier. Darüber hinaus war eine Flugbegleiterin mit an Bord.
Flugkapitän war der 47-jährige Joseph W. Smith. Neben der Vickers Viscount 812 verfügte Smith über Musterberechtigungen für die Flugzeugtypen Martin 2-0-2, Martin 4-0-4, Douglas DC-3, Convair 240, Convair 340 und Convair 440. Der Kapitän verfügte über eine kumulierte Flugerfahrung von 18.611 Stunden, davon entfielen 3409 Stunden auf die Vickers Viscount.
Der 36-jährige Erste Offizier Sherl C. George besaß eine Musterberechtigung als Kapitän der Douglas DC-3 sowie als Erster Offizier der Douglas DC-3 und der Vickers Viscount. Er verfügte über 5761 Stunden Flugerfahrung, von denen er 2648 im Cockpit der Vickers Viscount absolviert hatte.

## Flugverlauf und Unfallhergang
Der Flug auf der vorgesehenen Route von Midland über Lubbock, Wichita Falls, Lawton, Oklahoma City und Tulsa vollzog sich bis zum Anflug auf Kansas City ohne Vorkommnisse. Der Anflug auf den Endpunkt der Route erfolgte zur späten Abendstunde bei Dunkelheit. Die Piloten hatten eine Freigabe zur Landung auf Bahn 18 des Flughafens von Kansas City erhalten. Der Anflug wurde unter Sichtflugbedingungen durchgeführt. Als sich die Maschine über der Landebahn befand, setzte sie nicht auf, sondern überflog diese mit einer nach oben ausgerichteten Flugzeugnase. Kurz vor dem südlichen Ende der Landebahn ging die Maschine plötzlich aus einer Höhe von 90 Fuß (ca. 27,5 Meter) in einen steilen Sturzflug über und schlug rund 680 Fuß (ca. 207 Meter) hinter dem Landebahnende auf dem Boden auf, brach auseinander und brannte aus. Bei dem Unfall wurden alle acht Insassen getötet.

## Unfalluntersuchung
Der Unfall wurde durch das Civil Aeronautics Board untersucht. Es konnte festgestellt werden, dass zum Zeitpunkt des Unfalls um Kansas City Vereisungsbedingungen herrschten. Auch wurde festgestellt, dass die Landeklappen zum Zeitpunkt des Absturzes auf die Endstellung von 36 Grad ausgefahren waren. Die Ermittler kamen zu dem Schluss, dass es an der Maschine zu einem Steuerbarkeitsverlust durch Vereisung gekommen war. Demnach sei es im Flug zu einer unentdeckten Eisbildung im Bereich des Heckleitwerks gekommen. Der Eisansatz bewirkte, dass der Anstellwinkel am Höhenleitwerk überkritische Werte erreichte. Als die Piloten im Endanflug die Landeklappen für die Landung in die Endstellung ausfuhren, verlagerte sich der Auftriebsmittelpunkt nach hinten. Es kam zum Steuerungsverlust und Absturz.

## Folgen
Im Laufe der Ermittlungen konnte festgestellt werden, dass die Vickers Viscount für diese Form der Vereisung besonders anfällig war. Noch während der Unfalluntersuchung kam es mit dem Flugunfall von Nesøya zu einem Zwischenfall unter vergleichbaren Bedingungen. Ein weiterer Zwischenfall dieser Art ereignete sich 1977 auf dem Linjeflyg-Flug 618.